# Igreja e Convento da Graça

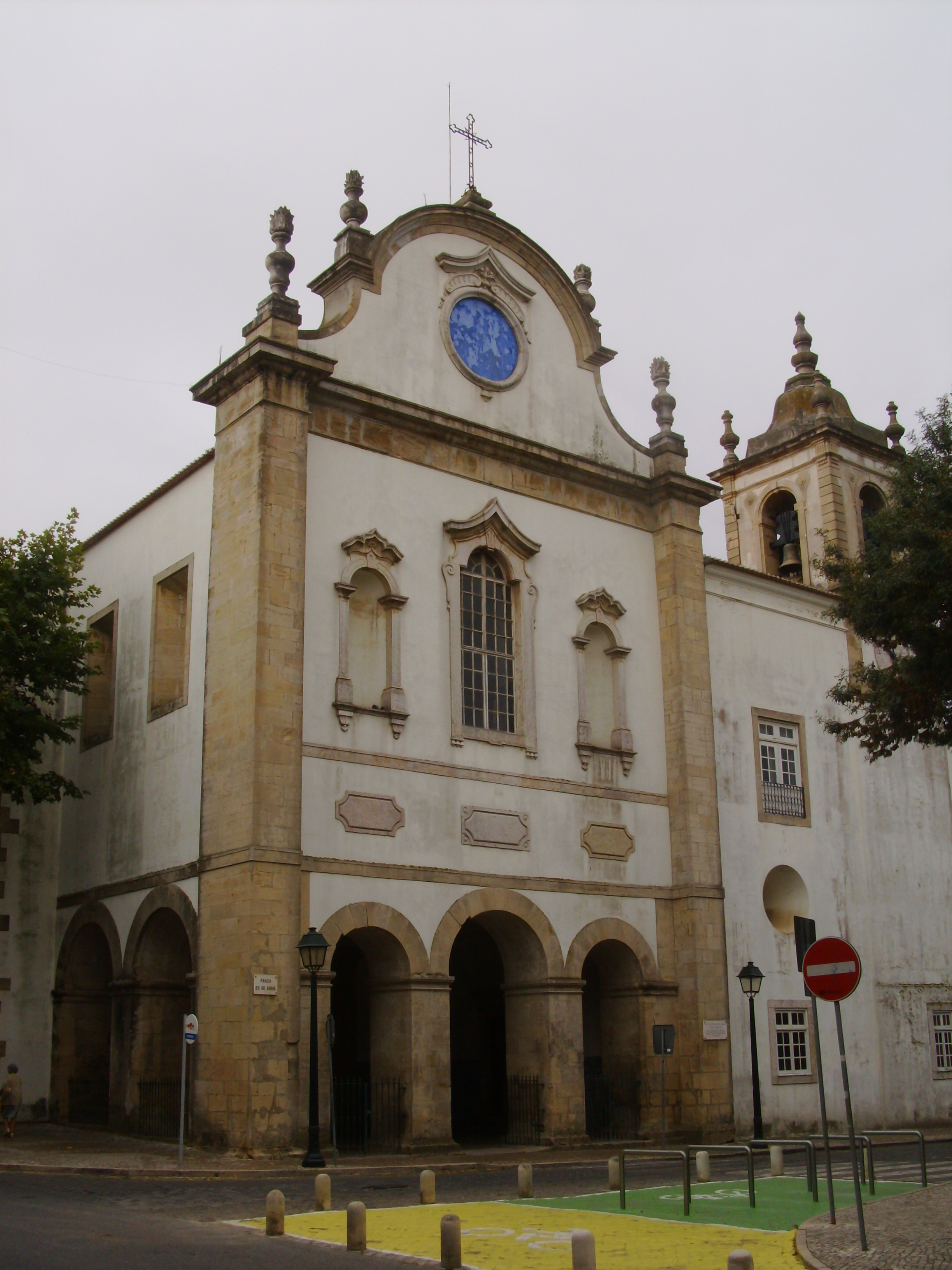
Igreja e Convento da Graça, Torres Vedras.

O Convento dos Agostinhos de Torres Vedras, popularmente referido como Igreja e Convento da Graça, localiza-se na atual freguesia de Santa Maria, São Pedro e Matacães, na cidade e município de Torres Vedras, região Oeste e distrito de Lisboa, em Portugal.
O conjunto encontra-se classificado como Imóvel de Interesse Público pelo Decreto nº 42.007, publicado no DG nº 265, de 6 de dezembro de 1958.
No edifício conventual está atualmente instalado o Museu Municipal Leonel Trindade.

## História
Sob a invocação de Nossa Senhora da Graça, o convento foi fundado na primeira metade do século XVI pelos frades da Ordem de Santo Agostinho, no local onde anteriormente se erguia a ermida da gafaria da cidade.
Erguido ao longo do século, a sua decoração interna, nomeadamente a talha, foi feita no século XVII.
A fachada da igreja foi alterada no século XVIII.
Com a extinção das ordens religiosas masculinas no país (1834), os agostinhos tiveram de abandonar a cidade e a parte das dependências do Convento da Graça foi vendida a particulares. Em 1887 a Câmara Municipal de Torres Vedras adquiriu parte do imóvel, aí instalando diversas repartições camarárias.

## Características
O edifício, de planta quadrada, desenvolve-se em torno do claustro que, no piso térreo possui uma arcada. As paredes deste piso estão decoradas com painéis de azulejo executados em 1725, que ilustram a biografia de D. Frei Aleixo de Meneses, destacada figura da história de Portugal que foi prior do convento na última década do século XVI.
A igreja, de planta retangular, está disposta longitudinalmente do lado esquerdo do claustro e, do lado oposto, encontram-se as dependências conventuais.
O interior da igreja apresenta nave única, coberto por abóbada de berço, estando as paredes decoradas com azulejos do século XVII. Em seu corpo abrem-se oito capelas laterais (quatro de cada lado), decoradas com retábulos de talha em estilo barroco. Sobre as aberturas das capelas rasgam-se as janelas que iluminam a nave.
Na capela-mor, coberta por abóbada, destaca-se um retábulo maneirista de talha dourada com as imagens de Santa Gertrudes Magna e Santa Francisca Romana da autoria de Frei Cipriano da Cruz. À direita do altar abre-se um nicho que alberga o túmulo de São Gonçalo de Lagos, cuja biografia encontra-se retratada em painéis de azulejo que decoram a sala da portaria.
Na varanda do coro destaca-se um valioso crucifixo em marfim (século XVII) e dois púlpitos em talha (século XVIII).
No Museu Municipal Leonel Trindade pode admirar-se um retábulo representando cenas da vida da Virgem, supostamente pertencente ao altar-mor da igreja do primitivo convento agostiniano, que existiu na várzea torriense até meados do século XVI e no qual foi prior São Gonçalo de Lagos. O retábulo é composto por seis tábuas quinhentistas, representando a Apresentação da Virgem, a Anunciação, a Visitação, a Adoração dos Magos, a Adoração dos Pastores e o Trânsito da Virgem. Aquando da mudança para o actual edifício, estas tábuas foram aplicadas numa capela  da nova igreja, do lado da Epístola, onde permaneceram até ao último quartel do século XX.